# Horní Tošanovice
Horní Tošanovice település Csehországban, a Frýdek-místeki járásban. Horní Tošanovice Komorní Lhotka, Dolní Tošanovice, Dobratice, Třanovice, Dolní Domaslavice és Hnojník településekkel határos. Lakosainak száma 706 fő (2024. január 1.).

## Népesség
A település lakosságának változását az alábbi diagram mutatja:
| Lakosok száma | 496  | 378  | 431  | 472  | 559  | 490  | 578  | 618  | 675  | 706  |
|               | 1869 | 1890 | 1921 | 1950 | 1980 | 2001 | 2017 | 2019 | 2022 | 2024 |